# 索爾姆斯-布勞恩費爾斯的阿瑪莉埃
索爾姆斯-布勞恩費爾斯的阿瑪莉埃（德語：Amalie zu Solms-Braunfels，1602年8月31日—1675年9月8日），奧蘭治親王妃，1625年至1647年在位。

## 家庭
1625年，阿瑪莉埃與奧蘭治親王弗雷德里克·亨德里克結婚，兩人共有1子4女：
1. 威廉二世（1626年—1650年）
2. 路易絲·亨麗埃特（1627年—1667年）
3. 阿爾貝汀·阿格尼絲（1634年—1696年）
4. 亨麗埃特·卡塔里娜（1637年—1708年）
5. 瑪麗亞（英语：Maria of Orange-Nassau (1642–1688)）（1642年—1688年）